# Nel ASA
Nel ASA ist ein global operierendes, norwegisches Unternehmen mit Sitz in Oslo, das Lösungen für die Herstellung von Wasserstoff aus elektrischer Energie, sowie dessen Speicherung und Verteilung liefert. Das Unternehmen ist im OBX Index der Börse Oslo gelistet.

## Geschichte
Das im Jahr 1927 gegründete Unternehmen NEL ASA installierte im gleichen Jahr seinen ersten Elektrolyseur in einer Fabrik von Norsk Hydro in Notodden, Norwegen.
Im Oktober 2014 unterzeichnete der Pharmakonzern Diagenic ASA eine Absichtserklärung, die Firma NEL Hydrogen AS zu kaufen, welche die norwegische Finanzaufsichtsbehörde genehmigte. Diagenic erwarb hierauf 100 % aller NEL Aktien durch Barzahlung und Gegenleistungsaktien. Dies resultierte in die Firma NEL ASA, welche hierauf schnell an die Osloer Börse gebracht werden konnte.
Im August 2021 stellt NEL ASA die erste vollautomatische Fabrik zur Herstellung von Elektrolyseuren im Industriegebiet Herøya in Porsgrunn fertig, an der drei Jahre intensiv geplant und gebaut wurde.

## Tochterunternehmen
Zu dem Unternehmen gehören seit 2015 auch der dänische Wasserstofftankstellen-Hersteller H2 Logic sowie seit 2017 der amerikanische Elektrolysespezialist Proton On Site.
Zusammen mit den Firmen PowerCell Sweden und Hexagon Composite gründete Nel im September 2017 das Joint Venture Hyon, das zum Ziel hat, insbesondere im maritimen Bereich brennstoffzellenbetriebene Fahrzeuge zu etablieren.
Nachdem Hexagon Composite und PowerCell sich aus HYON zurückgezogen hatten, kam hier ein neues Joint Venture mit Norvegian Hydrogen und Saga Pure zustande. Im Januar 2023 trennte sich Nel ASA von seinen Aktienanteilen an Hyon.
Über das Tochterunternehmen NEL Hydrogen US ist Nel am US-amerikanischen Markt präsent und über das Tochterunternehmen Nel Hydrogen Fueling nimmt Nel Aufträge für Wasserstoff Tankstellen und Zapfsäulen entgegen.
Nel ist seit Juni 2019 Teil des H2Bus-Konsortiums. Ziel ist der Einsatz von 1000 Wasserstoff-Brennstoffzellenbussen in Europa.
Everfuel A/S ist eine Nel Beteiligung in Form eines Wasserstofftankstellen Netzwerkes, welches neben Norwegen auch Europa mit Wasserstoff versorgen soll.
2024 wurde die „Fueling division“ ausgegliedert und ist seitdem an der Osloer Börse als Cavendish Hydrogen notiert.

## Projekte
Nel ist zurzeit an mehreren Projekten weltweit beteiligt, beispielsweise im Rahmen des „H2-Konsortiums Westküste“ zur Inbetriebnahme des ersten wasserstoffbetriebenen Zuges in Deutschland. H2 Logic A/S, Tochtergesellschaft von Nel, schloss einen verbindlichen Technologietransfer-Vertrag mit Mitsubishi Kakoki Kaisha, Mitglied der Mitsubishi Group, im Jahr 2015 ab.
Bis 2020 wollte Nel mindestens 20 Wasserstofftankstellen in Norwegen errichten.
Im Februar 2019 wurde bekannt, dass mit der Hyundai Motor Company eine Rahmenvereinbarung über die Lieferung von Wasserstoff für die Schweiz geschlossen worden sei. Die Rahmenvereinbarung umfasse in der ersten Phase 30 MW (15 containerisierte Elektrolyseure mit jeweils 2 MW Leistung) von insgesamt geplanten 60 – 80 MW, insgesamt solle eine Belieferung für insgesamt 1000 Lkw und andere Anwendungen erfolgen. In Australien ist Nel an einem Power-to-Gas-Projekt (Strom zu Wasserstoff) beteiligt.
Ein weiteres Großprojekt ist in Partnerschaft mit dem amerikanischen Start-Up Nikola Motor Company, einem Entwickler wasserstoffbetriebener Lastkraftwagen, geplant. Dieses sieht in den kommenden Jahren den Auf- bzw. Ausbau einer Wasserstoffinfrastruktur (Tankstellen und Elektrolyseure) in den USA vor.
Mit Yara International wurde im August 2019 eine Kooperationsvereinbarung bekannt gegeben. Hierbei handele es sich um ein Düngerprojekt für die Landwirtschaft. Nel steuere seinen selbst entwickelten, druckbeaufschlagten alkalischen Elektrolyseur bei, der mit Hilfe von elektrischem Strom eine chemische Reaktion, also eine Stoffumwandlung, herbeiführe, die für die Düngemittelproduktion gebraucht werde. Im Fokus stehe die Entwicklung effizienter und umweltfreundlicher Lösungen für die Ammoniak- und Düngemittelproduktion gemeinsam mit Yara.
Der norwegische Hydrogen-Spezialist Nel ASA ist 2021 dem Konsortium des PosHYdon-Projekt beigetreten. Mit diesem Vorhaben soll aus Meerwasser hergestelltes, demineralisiertes Wasser durch Elektrolyse in Wasserstoff umgewandelt werden.
Die Nel ASA Tochtergesellschaft Nel Hydrogen Fueling erhielt 2021 von der Städtegemeinschaft „Touraine Vallée de l’Indre“ in Frankreich den Auftrag zur Lieferung einer H2Station™ Wasserstofftankstelle. Das Projekt wird teilweise vom European Fuel Cells and Hydrogen 2 Joint Undertaking im COSMHYC-DEMO-Projekt finanziert und soll bis zum dritten Quartal 2022 in Betrieb gehen. Der Gesamtwert des Auftrages beträgt ca. eine Million Euro.